# Román Fernández de Ullibarri y Cestafe
Román Fernández de Ullibarri y Cestafe (Ali, 27 de febrero de 1773-San Gabriel, 16 de julio de 1821) fue un misionero franciscano español que ejerció su labor en las misiones de California.

## Biografía
Se hizo franciscano en el convento de Vitoria en abril de 1794. Zarpó de Cádiz el 20 de junio de 1803 y llegó a Veracruz en agosto. Permaneció en el convento de San Fernando de Ciudad de México durante cinco años, la mayor parte del tiempo enfermo. No obstante, se ofreció como misionero para la Alta California, recuperando entonces la buena salud.
Llegó a Monterrey el 22 de junio de 1809 y fue destinado a la misión de San Juan Bautista, donde estuvo desde el 4 de septiembre de 1809 hasta el 26 de septiembre de 1814. Posteriormente fue destinado a la misión de Santa Inés, desde el 23 de febrero de 1815 hasta el 20 de noviembre de 1819. Luego fue destinado a la misión de San Fernando, del 31 de mayo de 1819 al 22 de diciembre de 1820.
También estuvo bautizando en la misión de San Miguel el 30 de enero de 1815 y en la misión de Santa Bárbara en mayo de 1816.
Fue nombrado encargado de la misión de San Fernando, donde enfermó en febrero de 1821. Francisco González de Ibarra, su compañero y sucesor, escribió el 23 de febrero al capitán José de la Guerra y Noriega, encargado del presidio de Santa Bárbara, a fin de lograr el traslado a la misión de San Gabriel, lugar en el que podría recibir mejores cuidados, y donde murió el 16 de julio de 1821. Fray José María Zalvidea le enterró en el templo de la misión de San Gabriel el mismo día.